# 华子春
华子春，南京大学教授，研究方向为蛋白质结构与功能关系等，中华人民共和国教育部2009年度“长江学者”特聘教授。

## 生平
1986至1994年先后获得南京大学生物化学系学士、硕士和博士学位。后在美国从事博士后研究、担任访问教授。1999年至2017年担任南京大学生命科学学院执行院长。